# Andreas Joachim von Henel

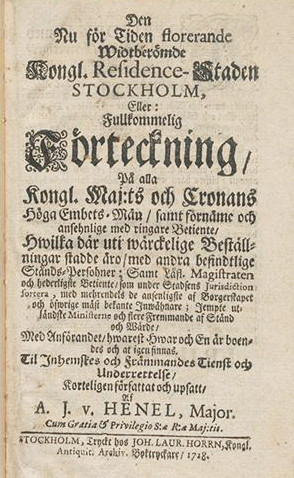
"Den nu för tiden florerande widtberömde kongl. Residencestaden Stockholm"

Andreas Joachim von Henel (före adlandet Henell), född 1687, död 1744, var en svensk militär och kalenderutgivare.
Henel blev kapten vid Skånska ståndsdragonregementet, adlades 1719, blev major 1720 och kommendant vid Malmö citadell 1737. Han gav ut den första adresskalendern över Stockholm Den nu för tiden florerande widtberömde kongl. Residencestaden Stockholm (1728) samt Det anno 1729 florerande Swerige (1730) och Det anno 1735 florerande Swerige (1736), föregångare till Statskalendern.